# コピス

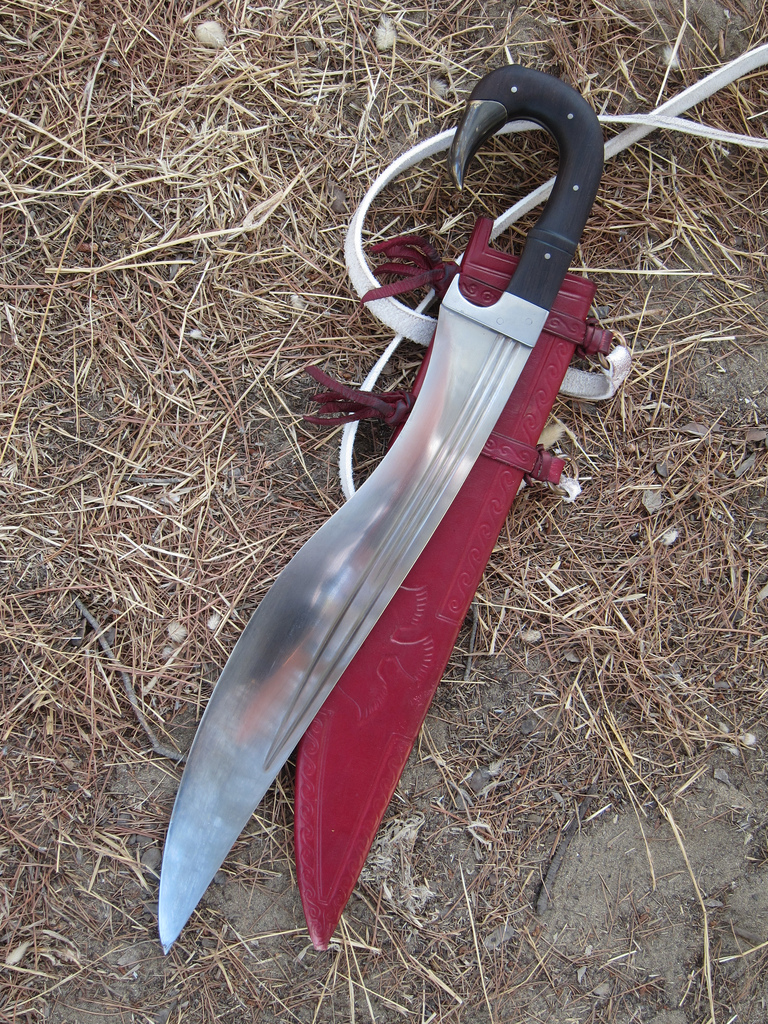
コピス

コピス（ギリシア語: 単数 κοπίς、Kopis、複数κοπίδος、Kopides）は、古代ギリシアの刀。語源はギリシア語で切る、打つを意味するκόπτω（koptō）か、古代エジプトのケペシュに由来すると考えられている。
コピスは湾曲した内側に刃を有する刀である。柄頭を有するが、なかごは持たない。
軍人にして著述家であったクセノポンはペルシアと蛮人も使用しているとしており、ポリュビオスはギリシアより先にペルシアが使用していたとしている。紀元前7世紀のエトルリアから同様の刀が出土しているため、起源をエトルリアに求める説もある。同じく古代ギリシアの刀であるマカイラとの区別は明瞭ではないが、現代の専門家は両者を分けて考える傾向にある。
クセノポンの著書『騎兵隊長について』の中で「クシポスよりコピスを勧める。馬上の高さでは切りつけるマカイラが、突くクシポスよりも適しているからである」と述べている。
オスマン帝国時代のバルカン半島とアナトリア半島で用いられたヤタガンは、コピスの子孫であると考えられている。